# El Conde (2023)
El Conde (dt.: „Der Graf“) ist ein chilenischer Spielfilm von Pablo Larraín aus dem Jahr 2023. Die schwarze Komödie handelt von Augusto Pinochet, der als 250 Jahre alter Vampir dargestellt wird. Die Hauptrolle übernahm Jaime Vadell.
Der Schwarzweißfilm wurde beim Filmfestival von Venedig uraufgeführt und am 15. September 2023 ins Programm des Streaminganbieters Netflix aufgenommen.

## Handlung
In der zweiten Hälfte des 18. Jahrhunderts droht der französische Soldat Claude Pinoche getötet zu werden, nachdem man entdeckt hat, dass er ein Vampir ist. Im Chaos der französischen Revolution schafft er es allerdings, seinen Tod vorzutäuschen, außer Landes zu fliehen und sich nach Südamerika abzusetzen. In seiner neuen Heimat Chile gelingt ihm unter seinem neuen Namen, Augusto Pinochet, der Aufstieg zum General und schließlich zum diktatorischen Herrscher über das Land. Nach Ende seiner Regentschaft und im Zuge von Ermittlungen gegen ihn, sieht er sich jedoch im Jahre 2006 gezwungen abermals sein Ableben zu fingieren.
Während die Weltöffentlichkeit vom Tod Pinochets überzeugt ist, lebt dieser in Wirklichkeit zurückgezogen auf einer Farm, zusammen mit seiner Frau Lucía und seinem Butler Fyodor. Sonst wissen augenscheinlich nur die Kinder des Diktators von dessen Existenz als Vampir. Insgeheim hoffen diese auf den endgültigen Tod des Vaters, um endlich an dessen im Farmhaus gebunkertes Vermögen zu gelangen. Sie sind besorgt, als eine Mordserie beginnt, die auf einen Vampir als Täter schließen lässt. Pinochet hatte beschlossen, kein Blut mehr zu trinken, um so endgültig sterben zu können. Nun befürchten seine Kinder, dass er seine Meinung doch wieder geändert haben könnte, und reisen zur Farm.
Nachdem Pinochet seiner Familie offenbart hat, dass sich wertvolle Dokumente im Haus befinden und sie diese haben könnten, engagieren seine Kinder vorgeblich eine Buchhalterin, welche die Papiere sichten und beurteilen soll. In Wahrheit handelt es sich dabei aber um die Nonne Carmen, die dem General den Teufel austreiben und ihn somit töten soll. Unvorhergesehenerweise verliebt sich der Alte allerdings in die junge Frau, die in ihm eine schon verloren geglaubte Lebensfreude wiedererweckt. Pinochets Ehefrau, Lucía Hiriart, unterhält indessen eine Affäre mit Fyodor. Außerdem stellt sich heraus, dass dieser in Wahrheit für die jüngste Mordserie verantwortlich ist. Er war einst, als Belohnung für seine treuen Dienste als Handlanger und Folterknecht während der Herrschaft Pinochets, vom Diktator selbst in einen Vampir verwandelt worden.
Während Pinochet Carmen in einen Vampir verwandelt, wird auch Lucía von ihrem Geliebten gebissen und ebenfalls zu einer Untoten. Ihr Mann hatte sich zuvor jahrelang geweigert, auch ihr ewiges Leben zu verleihen. Die Pinochet-Kinder finden außerdem heraus, dass Carmen ein doppeltes Spiel gespielt hat. Ihr Plan war es von Anfang an gewesen, illegale und korrupte Machenschaften der Pinochets aufzudecken, die im Haus aufgefundenen Gelder der Kirche zukommen zu lassen und den ehemaligen Diktator zu töten. Über dessen Dasein als Vampir hatte sie ebenfalls von Beginn an Bescheid gewusst. Um all dies zu verhindern, erscheint Margaret Thatcher. Auch sie ist nicht wirklich gestorben, sondern lebt als Vampir weiter und erweist sich zudem als die leibliche Mutter Pinochets, wie sie dem General offenbart, der davon selbst nichts wusste.
In einem finalen Showdown versuchen Lucía und Fyodor sowohl Pinochet als auch Thatcher zu ermorden, allerdings gelingt es stattdessen dem General aus einem Hinterhalt heraus, seiner Frau von hinten einen Pfahl durchs Herz zu treiben. Der Butler flieht erst und tötet dabei Carmen mittels einer Guillotine, bevor auch ihm schließlich von Pinochet mit einer Säge der Kopf abgetrennt wird. Pinochet und seine Mutter fliehen mitsamt mehrerer historischer Dokumente, die den wahren Reichtum im Haus darstellten. Zurück bleiben seine Kinder, welche die übrigen Habseligkeiten einpacken und abreisen. In der letzten Szene des Films ist ein kleiner Junge mit seiner Mutter zu sehen, wie sie vor einer Schule stehen. Es sind Pinochet und Thatcher, die durch den Verzehr der Vampirherzen von Lucía, Fyodor und Carmen extrem verjüngt wurden. Sie haben beschlossen in Chile zu bleiben und dort gemeinsam ein neues Leben zu beginnen.

## Entstehungsgeschichte

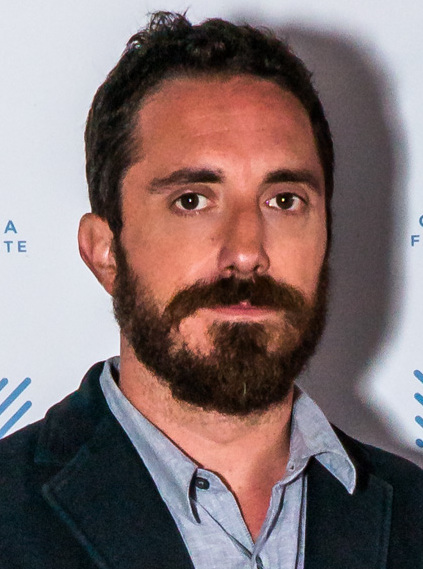
Pablo Larraín (2016)

El Conde ist der zehnte Spielfilm des chilenischen Regisseurs Pablo Larraín, für den er gemeinsam mit seinem langjährigen Vertrauten Guillermo Calderón auch das Drehbuch verfasste. Nachdem er zuvor mit Tony Manero (2008), Post Mortem (2010) und No! (2012) eine inoffizielle Trilogie über das Leben während der Pinochet-Diktatur vorgelegt hatte, widmete er sich mit El Conde erstmals Pinochet selbst. Dabei tritt dieser im Film als unsterblicher Vampir auf, der nach 250 Jahren auf der Erde beschließt, sein Leben dennoch zu beenden. „Mit Hilfe von schwarzem Humor wollen wir die Ereignisse beobachten, verstehen und analysieren, die sich in Chile und der Welt in den letzten 50 Jahren ereignet haben“, so Larraín über das Projekt.
Die Dreharbeiten begannen ab Juni 2022 in Chile mit dem US-amerikanischen Kameramann Edward Lachman. Zu diesem Zeitpunkt wurde das Projekt auch offiziell vorgestellt und ein schwarzweißes Szenenfoto veröffentlicht. Larraín sprach von anspruchsvollen Dreharbeiten, die aber zugleich „sehr inspirierend und bedeutungsvoll“ sein sollten. Für die Titelrolle wurde der chilenische Schauspieler Jaime Vadell verpflichtet. Er war bereits zuvor in Larraíns Filmen Post Mortem, No! und El Club (2015) aufgetreten. Vadell selbst sprach während der Dreharbeiten von einem „sehr großen, sehr schönen und sehr ehrgeizigen“ Filmprojekt und einer anspruchsvollen Rolle. „Das Problem und das Wichtigste für mich als Schauspieler ist, nicht in Parodie zu verfallen, und ich neige dazu, alles zu parodieren. Dieser Gentleman muss ernst sein, aber wie könnte er ernsthaft werden! Ein Monster wie Pinochet kann nicht parodiert werden“, so Vadell. Den Zuschlag für eine weitere Hauptrolle im Film erhielt Gloria Münchmeyer. Zum weiteren Schauspielensemble gehörten Alfredo Castro und Paula Luchsinger, die bereits zuvor mit Larraín zusammengearbeitet hatten.
Bei El Conde handelt es sich um eine Koproduktion zwischen Netflix und Fabula, der Produktionsgesellschaft von Regisseur Larraín und dessen Bruder Juan de Dios.

## Veröffentlichung und Rezeption
El Conde wurde am 15. September 2023 ins Programm des Streaminganbieters Netflix aufgenommen. Die Premiere fand am 31. August 2023 bei den 80. Filmfestspielen von Venedig statt, wo das Werk in den Hauptwettbewerb eingeladen wurde.
Auf der Website Rotten Tomatoes erhielt der Film bei Kritikern eine Zustimmungsrate von 82 Prozent bei 100 ausgewerteten Rezensionen. Dies führte zu einer Durchschnittswertung von 7 von 10 möglichen Punkten. Zusammengefasst soll der Film eine in realem Horror begründete dunkle wahnsinnige Satire sein, die eine provokative Kraft habe. Auf der Website Metacritic erhielt Larraín einen Metascore von 72 von 100 möglichen Punkten, basierend auf 30 ausgewerteten englischsprachigen Kritiken. Dies entspricht allgemein positive Bewertungen („generally favorable reviews“). Sowohl bei Rotten Tomatoes als auch Metacritic fiel das Echo des Publikums verhaltener aus.
Katja Nicodemus hob in Die Zeit hervor, dass Pablo Larraín der Verdrängung der chilenischen Geschichte entgegenwirke. Dem pflichtete Moritz Holfelder im Bayerischen Rundfunk bei. Außerdem lobte er die Regie, wenn die Machart den Zuschauer auf Distanz halte und Raum für eigene Gedanken und Assoziationen zulasse. Peter Bradshaw attestierte dem Film im britischen The Guardian eine Ästhetik der Graphic Novel und der Film sei darin überwiegend sehr direkt, was aber nicht auf die Nebenhandlungen zutreffe. Deshalb gab er dem El Conde 3 von 5 Sternen. 
Barbara Schweizerhof in Der Freitag kritisierte, dass die Handlung nicht in Gang komme: „Zu schwer wiegt der intellektuelle Überbau mit seinen vielen historischen und theoretischen Assoziationen, der neben den neoliberalistischen Verflechtungen als Putsch-Ursache auch die Komplizenschaft der katholischen Kirche und das aktuelle Wiedererstarken der Rechten zum Thema machen will.“

## Auszeichnungen
Für El Conde erhielt Larraín seine dritte Einladung in den Wettbewerb um den Goldenen Löwen. Die Wettbewerbsjury um Damien Chazelle zeichnete das Drehbuch aus. Larraín hatte bereits 2019 mit Ema und 2021 mit Spencer erfolglos um den Hauptpreis des Filmfestivals von Venedig konkurriert. Im selben Jahr wurden Larraín und Kameramann Edward Lachman für den Hauptpreis des polnischen Filmfestivals Camerimage nominiert. Beide hatten gegenüber dem australischen Beitrag The New Boy das Nachsehen, erhielten aber mit dem Silbernen Frosch die zweitwichtigste Auszeichnung zuerkannt. Im Jahr 2024 wurde Lachman für den Oscar nominiert.